# 조르주 윌메르

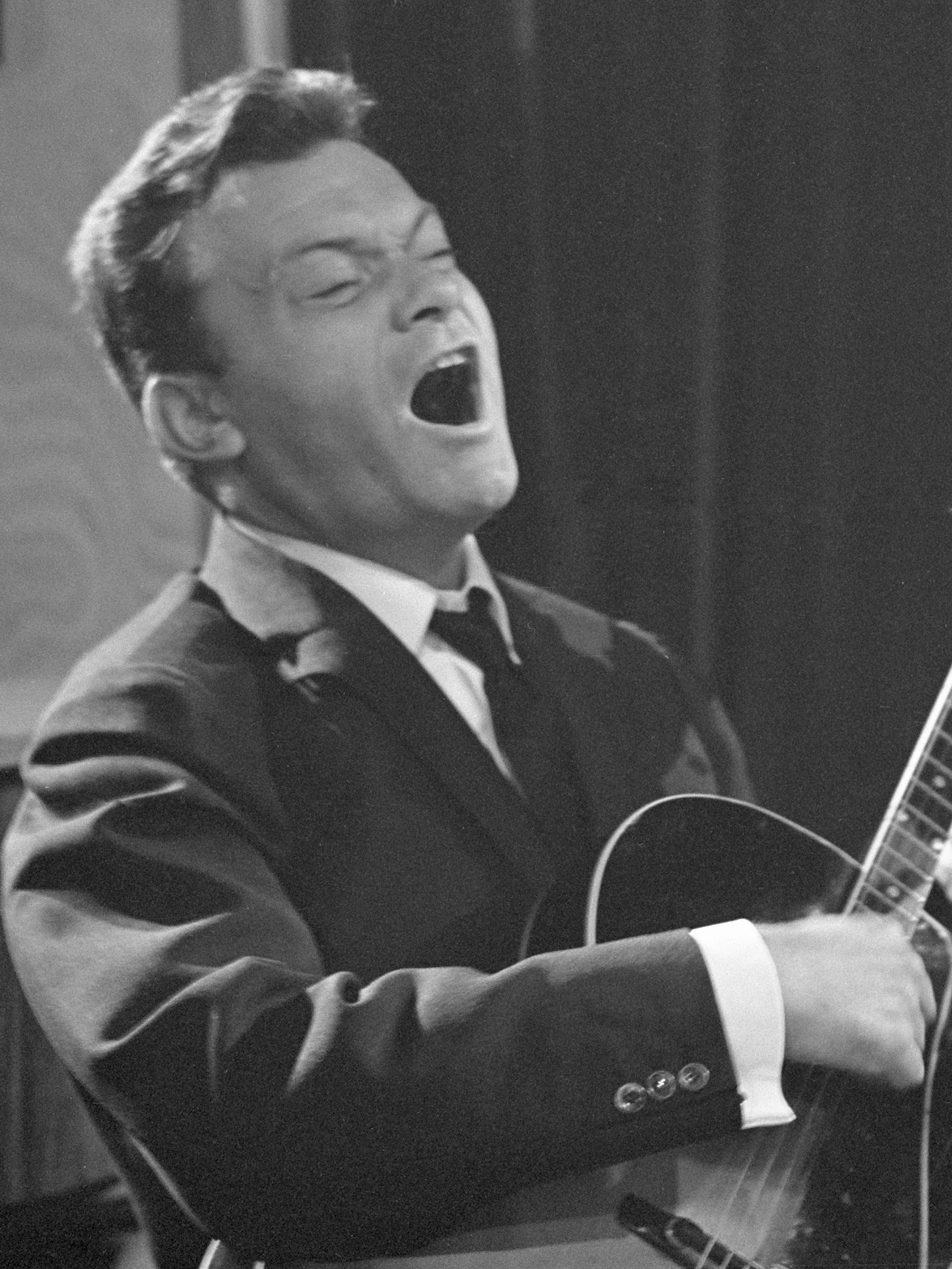
1962년 사진

조르주 윌메르(프랑스어: Georges Ulmer, 1919년 2월 16일 ~ 1989년 9월 29일)는 '샹송계의 채플린'으로 불리는 남성가수로서, 작곡·작사도 하였다. 덴마크의 코펜하겐 태생이나, 미국에서 교육을 받고 스페인에서 영어 교사가 되었다. 그러나 이 곳에서 내란이 일어나자 프랑스의 니스로 피난, 가수로서 카바레에 데뷔하였다. 제2차 세계대전 이후는 파리로 옮겼다. 1947년에 <취해서>로 디스크 대상을 획득하였다. 작품으로는 <피갸르>가 유명하다.